# Macaco (grup)
Macaco és un grup musical de Barcelona, creat l'any 1997 i liderat per Daniel 'Mono Loco' Carbonell Heras. Els membres, originaris de diversos països com el Brasil, el Camerun, Veneçuela o Espanya, donen a la seva música un estil barrejat, amb accents electro de música llatina i de rumba. Canten en diferents idiomes, entre ells català, castellà, portuguès, francès, anglès i italià.

## Discografia
- El Mono en el Ojo del Tigre (Edel, 1999)
- Rumba Submarino (Edel, 2002)
- Entre Raices y Antenas (Mundo Zurdo - EMI, 2004)
- Ingravitto (Mundo Zurdo - EMI, 2006)
- Puerto Presente (Mundo Zurdo - EMI, 2009)
- El vecindario (Mundo Zurdo - EMI, 2010)
- El murmullo del fuego (Mundo Zurdo - EMI, 2012)
- Historias Tattooadas (Mundo Zurdo / Sony Music- EMI, 2015)

## Premis
- Premi Ondas al millor àlbum "Puerto Presente"
- Premi de la Música
- Premi 40 Principales
- Premi Rolling Stone al millor disc
- Nominat a los Grammy Latinos
- Nominat en los MTV Europe Music Awards.